# 塔 (短歌結社)
塔（とう）は、短歌結社、及び一般社団法人塔短歌会が発行する月刊の短歌結社誌。1954年創刊。アララギ系の歌誌の一つ。会員数約1100名。

## 塔短歌会
現在の主宰は吉川宏志。選者は吉川宏志、永田和宏、花山多佳子、栗木京子、真中朋久、三井修、山下洋、前田康子、永田淳、小林信也、山下泉、なみの亜子、梶原さい子、岡部史、村上和子。
会員は選歌欄に毎月10首以内を投稿する。選歌欄は月集（選者2名が担当）、作品1（3欄）、作品2（7欄）、若葉集の12欄。各選歌欄は選者を固定せず、特別作品欄も併せて13欄を吉川宏志以外の14人の選者が輪番で対応する方式をとっている。以前は選者固定式だったが1999年4月号から輪番制に移行した。
なお、若葉集は入会1年までの会員が属する欄であり、1年を経過すると自動的に作品2に移行する。作品1の3欄、作品2の7欄はその都度振り分けており、会員が3組、7組に分かれているわけではない。
月集以外の選歌欄への投稿のうち各選者から「優れた一連」と評価された作品の作者の中からさらに10名を選抜して掲載する「新樹集」、すべての投稿歌から秀歌20首を選抜して掲載する「百葉集」の2欄があり、これらの選歌は吉川宏志が行う。
2009年までは結社内の賞を設置せず毎年12月号に掲載する「作品特集」（20首連作を募集）をもって年間のイベントとしていた。2010年より結社として塔短歌会賞（すべての会員が対象）・塔新人賞（作品2および若葉集欄の会員が対象）を新設し、1年に1回作品（未発表の30首連作）募集をかけることになった。
比較的若手の歌人が多いことでも知られており、1年おきに「十代・二十代歌人特集」が組まれている。

## 結社の歩み・略歴
- 1954年4月 - 「関西アララギ」の編集者だった高安国世が創刊。
- 1984年7月 - 高安国世死去。以後、主宰は永田和宏が務める（2014年まで）。
- 1996年4月 - ホームページ開設（短歌結社で初）。
- 1997年9月 - 創刊500号記念号
- 2004年4月 - 創刊50周年記念号
- 2004年8月 - 創刊50周年記念大会。創刊1、2年度の復刻版を刊行。
- 2005年1月 - 創刊600号記念号
- 2005年 - 4月号から「若葉集」開始。
- 2009年3月 - 創刊650号記念号
- 2009年4月 - 創刊55周年記念号
- 2010年8月 - 永田和宏と共に、結社の中心的存在であった選者・河野裕子が死去。
- 2011年 - 第一回の「塔短歌会賞」、「塔新人賞」を発表。
- 2013年5月 - 高安国世生誕百年記念号（創刊700号）
- 2014年4月 - 創刊60周年記念号
- 2014年7月 - 創刊60周年記念事業として『塔事典』を刊行。
- 2014年8月 - 創刊60周年記念大会。主宰が永田和宏から吉川宏志へ交替することを発表。
- 2015年1月 - 吉川宏志・主宰の新体制に移行。
- 2017年4月 - 一般社団法人となる。
- 2019年4月 - 創刊65周年記念号

### 物故選者
- 高安国世
- 田中栄
- 河野裕子
- 諏訪雅子
- 澤辺元一

## 出身者
- 高安国世
- 永田和宏
- 河野裕子
- 永田淳
- 永田紅
- 田中栄
- 諏訪雅子
- 吉川宏志
- 池本一郎
- 花山多佳子
- 栗木京子
- 真中朋久
- 小林幸子
- 三井修
- 山下洋
- 江戸雪（2020年に退会）
- 前田康子
- 松村正直（2020年末に退会[4]）
- 澤村斉美
- 大森静佳
- 藪内亮輔（既に退会）
- 鈴木晴香
- 廣野翔一
- 中井スピカ
- 萩原慎一郎 - 10代の頃、所属していた時期がある。「十代・二十代歌人特集」にも掲載されている。

## 注記
1. ↑  “塔短歌会について”. 2025年4月30日閲覧。
2. ↑  15首以上の連作の投稿欄。
3. ↑  厳密には月集の選歌を永田和宏、花山多佳子、栗木京子、真中朋久、小林幸子、三井修の6名が、それ以外の欄の選歌は14名全員が担当する。
4. ↑  『やさしい鮫日記：松村正直の短歌と生活』（2023年9月23日閲覧）